# Paroreodon
Paroreodon es un género extinto de "oreodonte" de la familia Merycoidodontidae , endémico de América del Norte que vivió entre el Oligoceno superior y el Mioceno inferior hace entre 30,8 y 20,6 millones de años aproximadamente.

## Taxonomía
Paroreodon fue nombrado por Thorpe (1921). Su especie tipo es Paroreodon marshi.Fue nombrado sinónimo de
Oreodontoides por Schultz y Falkenbach en 1947 y asignado a Merycoidodontidae po Thorpe (1921) y Lander (1998).

## Especies
Paroredon parvus (sinónima de Oreodontoides stocki, Paroredon marshi)